# 埃尔托尔诺
埃尔托尔诺，是西班牙埃斯特雷马杜拉卡塞雷斯省的一个市镇。总面积22平方公里，总人口948人（2001年），人口密度43人/平方公里。